# Доналд Слейтън
Доналд Кент „Дийк“ Слейтън (на английски: Donald Kent „Deke“ Slayton) е американски тест пилот и астронавт на НАСА, участник в един космически полет.

## Биография
Роден е на 1 март 1924 г. в Спарта, щат Уисконсин. В деня на своята 18-годишнина, на 1 март 1942 г., Слейтън постъва на служба във ВВС на САЩ и започва да се обучава за летец. През април 1943 г. получава званието пилот и е изпратен на фронта в Европа. От 1943 до 1944 г. Слейтън участва в бойните действия като пилот на бомбардировач В-25. В средата на 1944 г. се връща в Америка и продължава службата си като пилот-инструктор. През април 1945 г. Слейтън отново е на фронта, на о. Окинава, където участва във военните действия срещу Япония. След завършване на Втората световна война продължава службата си като пилот-инструктор.
През 1946 г. Слейтън напуска военна служба и постъпва в Минесотския университет (University of Minnesota). През 1949 г. получава степента бакалавър по аеронавтика и е приет на работа в корпорацията „Боинг“ в Сиатъл.
През 1951 г. Доналд Слейтън постъпва на служба във въздушните сили на Националната гвардия на щата Минесота. Известно време Слейтън служи в Германия, в гр. Битбург (Bitburg).
На 15 май 1955 г. Слейтън се жени за Маржъри Лани (Marjorie Lunney).
През юни 1955 г. Слейтън се връща в САЩ и започва служба във Военновъздушната база Едуардс в Калифорния. От януари 1956 до април 1959 г. служи в като летец-изпитател.

## Програма „Мъркюри“
На 9 април 1959 г. Доналд Слейтън е включен в първата група астронавти на САЩ.
Първоначално Слейтън е трябвало да извърши четвъртия суборбитален полет на кораба „Меркюри-Редстоун 6“. Този полет се планирал за есента на 1961 г. Но след двата успешни орбитални полета на съветските космонавти Юрий Гагарин през април и Герман Титов през август 1961 г., броят на планираните суборбитални полети е съкратен на три, а Слейтън е трябвало да извърши първия американски орбитален космически полет. След двата успешни американски суборбитални полета, които извършват Алън Шепърд и Върджил Грисъм, ръководството на НАСА се отказва и от третия планиран суборбитален полет, който трябвало да бъде извършен от Джон Глен. На 29 ноември 1961 г. Глен е назначен за пилот на първия американски орбитален полет на кораба „Мъркюри-Атлас 6“ (МА-6), а Слейтън за пилот за втория орбитален полет на кораба „Мъркюри-Атлас 7“ (МА-7). Полета на МА-6 е трябвало да се състои през декември 1961 г., а полет МА-7 през април 1962 г.
Слейтън нарича своя космически кораб – „Делта 7“ (Delta 7). На 15 март 1962 г. Слейтън е отстранен от космически полети по медицински показания заради проблем с сърцето. На 24 май 1962 г., вместо Слейтън, на кораба „Мъркюри-Атлас 7“ в космоса излита Скот Карпентър, който преименувал своя кораб на „Аврора 7“ (Aurora 7).
Доналд Слейтън остава единственият астронавт от първата седморка, неизвършил по това време космически полет.
Слейтън остава в НАСА и изпълнява административна работа. Той е ръководител на астронавтското бюро за проектите „Мъркюри“, „Джемини“ и „Аполо“. През 1963 г. Слейтън се уволнява от ВВС на САЩ, но остава в НАСА на длъжност заместник-директор на НАСА по подготовка на екипажите. Слейтън отговаря и за подбора на екипажите. Той избирал астронавтите, които трябва да излетят за поредния космически полет, и астронавтите, които трябва да кацнат на Луната.
През 1969 г. Слейтън е награден с медала на НАСА „За изключителни заслуги“.

## „Аполо – Союз“
Слейтън нямал надежда да осъществи космически полет. Той поддържал своята физическа форма и следял своето здравословно състояние. През лятото на 1970 г. се установило, че той няма никакви проблеми със сърцето. След цялостно медицинско обследване, през март 1972 г. Слейтън е отново допуснат до космически полети.
На 9 февруари 1973 г. Доналд Слейтън, заедно с Томас Стафорд и Ванс Бранд е назначен в екипажа на кораба „Аполо“ за съвместния съветско-американски космически проект „Союз – Аполо“. Следвала двугодишна подготовка за полета. В това време Слейтън няколко пъти бил в Съветския съюз и изучавал руски език.
Полетът по програмата „Союз – Аполо“ се провежда от 15 до 24 юли 1975 г. Слейтън е на 51 години и в този момент той става най-възрастният човек, летял в космоса.
По време на полета, корабът „Аполо“ се скача със съветския кораб „Союз 19“. В орбита се срещат американските астронавти: Томас Стафорд, Доналд Слейтън и Ванс Бранд и съветските космонавти: Алексей Леонов и Валерий Кубасов. Корабите „Аполо“ и „Союз 19“ се намират 44 часа в скачено състояние. Корабът „Аполо“ се приводнява в Тихия океан, близо до Хавайските острови. Продължителността на полета на кораба „Аполо“ е 217 часа и 28 минути. Това е първият съвместен съветско-американски проект в космоса.

## „Спейс Шатъл“
От декември 1975 г. Доналд Слейтън ръководи изпитанията на създавания в САЩ космически кораб за многократно използване. Изпитанията се провеждат на совалката „Ентърпрайз“ в Калифорния.
От ноември 1977 до февруари 1982 г. Слейтън е мениджър по планиране и подготовка на полетите на совалките.

## След НАСА
През 1982 г. Слейтън напуска НАСА. Той става президент на частната фирма Space Services Inc., която се занимава с конструиране на ракети за малки полезни товари.
Доналд Слейтън умира на 13 юни 1993 г. в League City, щата Тексас на възраст 69 години от злокачествен мозъчен тумор.